# Secrétariat d'État à la Société de l'information et au Numérique
Le secrétariat d'État à la Numérisation et à l'Intelligence artificielle (en espagnol : Secretaría de Estado de Digitalización e Inteligencia Artificial) est le secrétariat d'État chargé de la société de l'information et de la politique numérique d'Espagne.
Il relève du ministère de la Transformation numérique et de la Fonction publique.

## Missions

### Fonctions
Le secrétariat d'État à la Numérisation et à l'Intelligence artificielle est l'organe supérieur du ministère de la Transformation numérique auquel il revient de proposer et mettre en œuvre la politique gouvernementale en matière d'impulsion à la numérisation de la société et de l'économie de manière respectueuse avec les droits individuels et collectifs et avec les valeurs portées par l'ordonnancement juridique espagnol. Il est chargé du développement et de la régulation des services numériques et de l'économie et de la société numériques, de l'interlocution avec les secteurs professionnels, industriels et académiques, et de la coordination et coopération interministérielle avec les autres administrations publiques dans ces matières.

### Organisation
Le secrétariat d’État s'organise de la manière suivante : 
- Secrétariat d'État à la Numérisation et à l'Intelligence artificielle (Secretaría de Estado de Digitalización e Inteligencia Artificial) ;
  - Direction générale de la Numérisation et de l'Intelligence artificielle ;
    - Sous-direction générale de l'Intelligence artificielle et des Technologies numériques ordonnatrices ;
    - Division de l'Économie numérique ;
    - Sous-direction générale pour la Société numérique ;
    - Sous-direction générale du Talent et de l'Entrepreneuriat numérique ;
    - Sous-direction générale de la Cybersécurité ;

  - Direction générale des Données ;
    - Sous-direction générale des Programmes, de la Gouvernance et de la Promotion ;
    - Division du Design, de l'Innovation et de l'Exploitation ;

  - Direction générale de la Planification stratégique en technologies numériques avancées et de la Nouvelle économie de la langue ;
    - Division de la Planification stratégique en technologies numériques avancées et de la Nouvelle économie de la langue ;

  - Sous-direction générale des Aides.

## Titulaires
| Titulaire                                                                     | Titulaire                  | Début      | Fin         | Parti | Ministre                                 |
| ----------------------------------------------------------------------------- | -------------------------- | ---------- | ----------- | ----- | ---------------------------------------- |
|                                                                               | Baudilio Tomé              | 06/05/2000 | 03/08/2002  | PP    | Anna Birulés Josep Piqué                 |
|                                                                               | Carlos López Blanco        | 03/08/2002 | 20/04/2004  | Sans  | Josep Piqué Juan Costa                   |
|                                                                               | Francisco Ros Perán        | 01/05/2004 | 27/07/2010  | Sans  | José Montilla Joan Clos Miguel Sebastián |
|                                                                               | Bernardo Lorenzo Almendros | 27/07/2010 | 10/05/2011  | Sans  | Miguel Sebastián                         |
|                                                                               | Juan Junquera Temprano     | 10/05/2011 | 31/12/2011  | Sans  | Miguel Sebastián                         |
|                                                                               | Víctor Calvo-Sotelo        | 31/12/2011 | 19/11/2016  | PP    | José Manuel Soria                        |
|                                                                               | José María Lassalle        | 19/11/2016 | 19/06/2018  | PP    | Álvaro Nadal                             |
|                                                                               | Francisco Polo             | 19/06/2018 | 15/01/2020  | PSOE  | Nadia Calviño                            |
|                                                                               | Carme Artigas Brugal       | 15/01/2020 | 28/12/2023  | Sans  | Nadia Calviño                            |
|                                                                               | María Teresa Ledo Turiel   | 10/01/2024 | 25/09/2024  | Sans  | José Luis Escrivá                        |
|                                                                               | María González Veracruz    | 25/09/2024 | En fonction | PSOE  | Óscar López Águeda                       |
| Titres successifs : - Depuis 2020 : Numérisation et Intelligence artificielle |                            |            |             |       |                                          |